# Yarmak
Oleksander Yarmak (en ucraniano: Олекса́ндр Валенти́нович Ярма́к; Borýspil, Ucrania; 24 de octubre de 1991) es un cantante y actor ucraniano. Hasta el momento, Yarmak ha lanzado 6 álbumes de estudio además de numerosos sencillos desde 2011. Yarmak también ha protagonizado las series «Kak zakalialsia style» y «Svoe Kino».

## Discografía

### Sencillos
| Nombre                             | Traducción               | Año  |
| Пидарасия                          | Mariconorusia            | 2011 |
| Маленькие города                   | Ciudades pequeñas        | 2012 |
| Мне не нравится                    | No me gusta              | 2012 |
| Жара                               | Calor                    | 2012 |
| ЯсЮТуба                            | Soy de YouTube           | 2013 |
| Сердце пацана                      | Corazón de muchacho      | 2013 |
| Мечта                              | Un sueño                 | 2014 |
| Улетай (ft. Tof, Fir, Лев)         | Vuela                    | 2014 |
| 22 (feat Tof)                      | 22                       | 2014 |
| Город Свободы (ft. Tof, Fir)       | Ciudad de la libertad    | 2014 |
| Когда она проснется                | Cuando ella se despierte | 2014 |
| Мне бы на миг (ft. Tof, Бардак)    | Lo haría por un momento  | 2014 |
| Вставай                            | Levántate                | 2015 |
| Мой Город                          | Mi ciudad                | 2015 |
| Едем                               | Vámonos                  | 2015 |
| Мама                               | Mama                     | 2015 |
| На месте                           | En el sitio              | 2015 |
| Время пришло (Стольный Град, Гига) | Ha llegado la hora       | 2015 |
| Чёрное золото (TS Prod.)           | Oro negro                | 2016 |
| Мои Правила (ft. LAUD)             | Mis reglas               | 2016 |
| Правило боя (OST Правило бою)      | Las reglas de la lucha   | 2016 |
| Restart                            | Reinicio                 | 2017 |
| Твої сни (ft. Оля Чернишова)       | Tus sueños               | 2017 |
| Живой (ft. FAME)                   | Vivo                     | 2017 |
| Гни свою линию                     | Mantén tu línea          | 2018 |
| Indigo (ft. Green Gray)            | Indigo                   | 2018 |
| Волчата                            | Lobezno                  | 2018 |
| Добрий вечір                       | Buenas tardes            | 2019 |
| Тут мій дім                        | Aquí está mi hogar       | 2019 |
| Пара года                          | La pareja del año        | 2020 |
| Вона                               | Ella                     | 2020 |
| НА ЭКЗАМЕН                         | Al examen                | 2020 |
| Потрібен живим                     | Haces falta vivo         | 2021 |
| Дике поле                          | Campo salvaje            | 2022 |
| Моя країна                         | Mi país                  | 2022 |

### Álbumes de estudio
| Nombre        | Traducción            | Año  |
| ЯсЮТуба       | Soy de YouTube        | 2011 |
| Второй альбом | Segundo álbum         | 2013 |
| Город Свободы | Ciudad de la libertad | 2014 |
| Made in UA    | Hecho en Ucrania      | 2015 |
| Restart       | Reinicio              | 2017 |
| Red Line      | Línea roja            | 2020 |

## Filmografía
Yarmak ha protagonizado dos series:
| Nombre                | Nombre original     | Temporadas | Emisión     |
| Kak zakalialsia style | Как закалялся стайл | 2          | 2013 - 2014 |
| Svoe Kino             | Свое Кино           | 1          | 2019        |